# Diancistrus pohnpeiensis
Diancistrus pohnpeiensis är en fiskart som beskrevs av Schwarzhans, Møller och Nielsen 2005. Diancistrus pohnpeiensis ingår i släktet Diancistrus och familjen Bythitidae. Inga underarter finns listade i Catalogue of Life.